# Nantes (Québec)
Pour les articles homonymes, voir Nantes (homonymie).
Nantes, nommée autrefois Spring Hill et Whitton, est une municipalité du Québec, située dans la municipalité régionale de comté du Granit en Estrie.

## Histoire
Vers 1856, des colons écossais établissent dans la région des camps de fortune qui seraient nommés Drum-A-Vack. Ce mot vient de la langue Gaélique et signifie: de l’un et de l’autre côté de la colline. En 1861, la municipalité de Whitton est créée puis, en 1874, elle est divisée en trois municipalités de canton distinctes : Marston, Hampden et Whitton. Une gare et un bureau de poste s'implantent en 1879. À la fin du XIXe siècle, des colons français originaires de la ville de Nantes s'installent dans la région pour y exploiter le bois. En 1898, l'endroit comprend également deux scieries, deux bureaux de télégraphe et deux magasins généraux.
La région est peu à peu colonisée par des familles canadiennes-françaises à partir de 1905. En 1957, Whitton subit une modification de nom en faveur de Nantes, du nom de la ville d'origine de plusieurs de ses citoyens, dans la période de la francisation de la toponymie en Estrie.
En juillet 2013, les pompiers de Nantes maîtrisent un incendie dans un train de la Montreal, Maine and Atlantic Railway transportant du pétrole brut. Un peu plus tard, le convoi, stoppé et laissé sur la voie principale sans surveillance par la société ferroviaire, descend la dénivellation, pour aller dérailler et exploser à Lac-Mégantic.

### Chronologie
- 1er janvier 1874 : Érection du canton de Whitton.
- 9 mars 1957 : Le canton de Whitton devient la municipalité de Nantes.

## Géographie
La municipalité de Nantes se trouve entre Stornoway, Lac-Mégantic et Milan, à l'endroit où le chemin croisait la voie ferrée qui mène de Lac-Mégantic à Sherbrooke. Son territoire est situé dans la chaîne des Appalaches. On peut y voir un des plus beaux paysage de la région du Granit. L’hydrographie comporte les lacs Whitton, de l’Orignal et McKenzie,. L'Association de protection du Lac McKenzie veille à la protection environnementale de ce plan d'eau.

## Démographie
| 1991  | 1996  | 2001  | 2006  | 2011  | 2016  | 2021  |
| ----- | ----- | ----- | ----- | ----- | ----- | ----- |
| 1 249 | 1 361 | 1 424 | 1 436 | 1 374 | 1 377 | 1 388 |

La population totale de Nantes était de 1 374 habitants en 2011 selon le recensement. La population a décru de 4,3 % entre 2006 et 2011, soit bien davantage que la baisse observée dans la MRC. La densité brute de la population est de 11,4 habitants/km2. Le secteur de Laval-Nord est habité par de jeunes familles.

## Administration
Le conseil municipal compte, outre le maire, six conseillers. Les élections ont lieu, en bloc et par district, tous les quatre ans, à date fixe, tel que prévu par la législation québécoise.
| Nantes Maires depuis 2005                                                                                            |                 |           |          |
| Élection | Maire           | Qualité   | Résultat |
| 2005 | Ginette Dupuis  |           | Voir     |
| n/d | Bernard Isabel  |           | Voir     |
| 2009 | Bernard Isabel  | Voir      |          |
| 2012 | André Dallaire  | Pro-maire | Voir     |
| 2012 | Sylvain Gilbert |           | Voir     |
| 2013 | Jacques Breton  |           | Voir     |
| 2017 | Jacques Breton  | Voir      |          |
| 2021 | Daniel Gendron  |           | Voir     |
| Élection partielle en italique Depuis 2005, les élections sont simultanées dans toutes les municipalités québécoises |                 |           |          |

|            | 2009-2013                   | 2013-2017       |
| Maire      | Sylvain Gilbert (2012-2013) | Jacques Breton  |
| District 1 | Éric Côté                   | Éric Côté       |
| District 2 | Bruneau Hébert              | Bruneau Hébert  |
| District 3 | Claude Poulin               | Claude Poulin   |
| District 4 | Yvan Arseneault             | Yvan Arseneault |
| District 5 | André Dallaire              | Adrien Quirion  |
| District 6 | Jacques Breton              | Lynda Bouffard  |

La collectivité locale vise à développer les équipements et activités de loisir, à accroître et diversifier la structure commerciale locale, à renforcer le sentiment d'appartenance, à inciter les jeunes familles à s'établir, à maintenir la population en place, à améliorer la sécurité des citoyens et à mettre en valeur les lacs.
La population de Nantes est représentée à l’Assemblée nationale du Québec par le député de la circonscription de Mégantic, et par le député fédéral de la circonscription de Mégantic—L'Érable.

## Urbanisme
Le territoire comporte une aire agro-forestière, une aire agricole, de même que deux secteurs urbanisés, soit le village proprement dit de Nantes et le secteur Laval-Nord ou La Grosse-Roche. La municipalité met en place un programme de revitalisation des secteurs du village et de Laval-Nord entre 2012 et 2015. Nantes est accessible via les routes 161 et 214. Le chemin de fer suit un tracé sinueux puis suit une ligne parallèle à la route 214 jusqu’au village de Nantes pour ensuite croiser et suivre la route 161 vers Lac-Mégantic. Nantes compte un bureau de poste, une bibliothèque municipale, deux salles communautaires, deux terrains de sport, deux patinoires, une halte routière.

## Économie

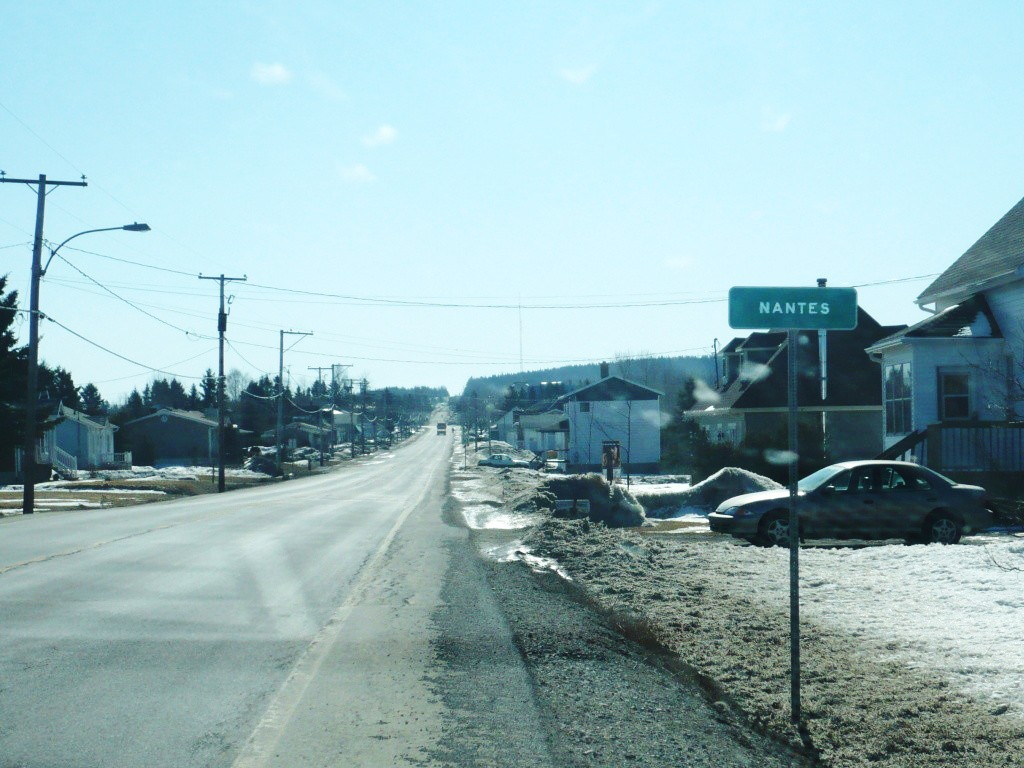
Entrée de la ville de Nantes, vue sur la rue principale. Photo prise depuis la route #161 menant à Lac-Mégantic.

L’économie de Nantes s’appuie sur l’industrie manufacturière liée au bois (palettes, planchers, fenêtres, usinage), l’agroforesterie, les services à l’automobile et le commerce local de détail. Le secteur agricole compte quelques fermes alors que l’agroforesterie comprend une dizaine d’acériculteurs de même que des producteurs de sapins. En commerce et services, Nantes est pourvu d’un bureau de poste, d’une caisse populaire et d’une clinique médicale. Quelques établissements de la construction, de l’entreposage, de la distribution de gaz et de la chasse et de la pêche complètent la structure économique locale,. Nantes compte une plantation de sapins de Noël destinés au marché américain.
L'économie de Nantes est fortement intégrée à celle de Lac-Mégantic et de la région. Près de 705 des travailleurs de Nantes ont leur emploi à Lac-Mégantic contre 26 % à Nantes même. À l'inverse, 27 % des personnes travaillant à Nantes habitent Lac-Mégantic, 24 % vivent à Nantes et 49 % proviennent d'ailleurs, essentiellement d'autres localités de la région.

## Société
Nantes se trouve sur le territoire de la Commission scolaire des Hauts-Cantons. Les enfants du village de Nantes fréquentent l'école primaire La Source alors que ceux de Laval-Nord vont plutôt à l'école Sacré-Cœur à Lac-Mégantic.
Les principaux organismes communautaires de Nantes comprennent le Comité local de développement, l'Association des gens de Nantes et La Ressourcerie du Granit. La plupart des organismes à vocation sociale desservant la population de Nantes se trouvent dans la ville limitrophe de Lac-Mégantic. En raison de la proximité de Laval-Nord avec Lac-Mégantic, le sentiment d'appartenance à la communauté de Nantes peut y être atténué.